# Maria Clara Giai Pron
Maria Clara Giai Pron (Torino, 31 luglio 1992) è una canoista italiana, specializzata nella prova del K1 slalom.

## Biografia
È sorella della canoista Maria Cristina Giai Pron.

## Carriera
Gareggia con i colori del CUS Torino dove è allenata da Luca Revello. Ha fatto il suo esordio internazionale nel 2010 classificandosi 26ª ai Campionati europei di Bratislava e 28ª ai Mondiali di Tacen. Nel 2012 ha fatto la sua unica apparizione ai Giochi olimpici, qualificandosi 15ª nella prova dello slalom K1.

## Palmarès
- Campionati europei di canoa slalom junior e Under-23

Markkleeberg - 2010: oro nel K1 categoria junior
Banja Luka - 2011: argento nel K1 categoria Under-23
Solkan - 2011: bronzo nel K1 categoria Under-23
Bourg-Saint-Maurice - 2013: argento nel K1 a squadre categoria Under-23